# Dino-Spiel
Das Dino-Spiel (Original: Dinosaur Game), auch bekannt unter Chrome Dino, ist ein Browserspiel von 2014 unter Google Chrome. Ziel des Spiels ist es, mit der T-Rex-Spielfigur die auftauchenden Hindernisse zu überwinden und dadurch Punkte zu sammeln. Grafik und Steuerung sind auf einfachem Niveau. Entwickelt und veröffentlicht wurde es von Google.

## Spielprinzip

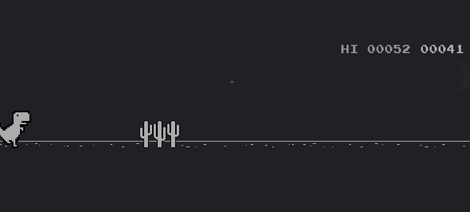
Nachtmodus des Spiels

Das Spiel ist im Google-Chrome-Browser erreichbar, wenn keine Verbindung zum Internet besteht. Gestartet wird es durch das Betätigen der Leertaste oder der ↑-Taste. Der Spieler steuert dabei einen Tyrannosaurus, der in Form eines Binärbildes dargestellt wird und sich am linken Bildschirmrand befindet. Während eine kontinuierliche Bewegung des Dinosauriers von links nach rechts simuliert wird, erscheinen auf der vor ihm befindlichen Strecke Hindernisse in Form von Kakteen und Pteranodons, welche er überwinden muss, indem er über sie springt oder sich duckt. Mit der Zeit nimmt die Schwierigkeit des Spiels zu, indem sich der Dinosaurier nun schneller bewegt und die Abstände zwischen den Hindernissen abnehmen.
Beim Erreichen von ungefähr 700 Punkten wechselt die Spielgrafik in den Nachtmodus. Sobald der Spieler ein Hindernis berührt, hat er verloren und das Spiel ist zu Ende.

## Versionen
In einer neuen Version des Spiels befindet sich ein Donut auf dem Hindernisparcours. Wird dieser von dem Spieler eingesammelt, so wird der T-Rex bis zum Ende des Spiels in ein Büro teleportiert und trägt fortan ein gelbes Hemd sowie eine mit Kaffee gefüllte Tasse. Nun muss er Bürostühle und Schreibtische überwinden oder sich ducken, um fliegenden Papierfliegern auszuweichen.

## Sonstiges

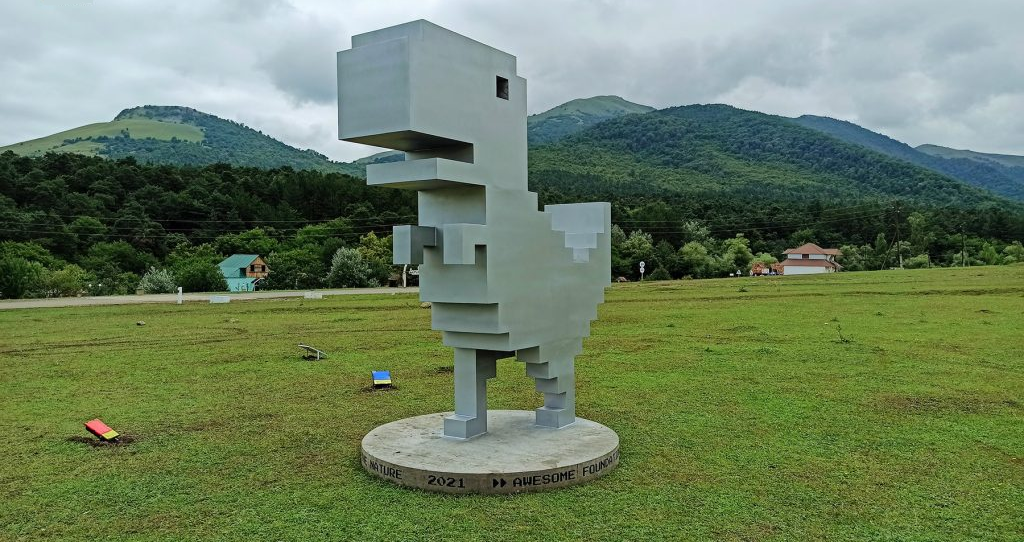
Chrome-Dinosaurier-Statue in Gyulagarak

Aufgrund seiner Bekanntheit wird das Spiel auch in verschiedenen Serien, unter anderem bei den Simpsons, thematisiert.
In dem armenischen Ort Gyulagarak existiert eine Statue des Pixel-Dinosauriers.